# Feshkecheh
Feshkecheh (persiska: فشکچه) är en ort i Iran.   Den ligger i provinsen Gilan, i den nordvästra delen av landet, 230 km nordväst om huvudstaden Teheran. Antalet invånare är 524.
Terrängen runt Feshkecheh är mycket platt, och sluttar norrut. Runt Feshkecheh är det tätbefolkat, med 636 invånare per kvadratkilometer. Närmaste större samhälle är Rasht, 12,5 km väster om Feshkecheh. Trakten runt Feshkecheh består till största delen av jordbruksmark.